# أليكس هوفمان
أليكس هوفمان (بالألمانية: Alex Hofmann)‏ هو متسابق دراجات نارية ألماني سابق. نافس في سباقات بطولة العالم لفئة 250 سي سي ولفئة 50 سي سي. كما شارك في بطولة العالم للسوبربايك وبطولة العالم للموتو جي بي.

## روابط خارجية
- أليكس هوفمان على موقع MotoGP.com (الإنجليزية)
- أليكس هوفمان على موقع WorldSBK.com (الإنجليزية)